# Мілорад Гайович
Мілорад Гайович (чорн. Nikola Sjekloća; 27 липня 1974, Никшич, Югославія) — чорногорський боксер та кікбоксер, призер чемпіонату Європи серед аматорів.

## Аматорська кар'єра
На чемпіонаті Європи 2000 в категорії до 81 кг Мілорад Гайович, що виступав за збірну Союзної Республіки Югославія, отримав бронзову медаль.
- В 1/8 фіналу переміг Маркку Калліорінне (Фінляндія) — 10-2
- У чвертьфіналі переміг Лассе Йогансена (Данія) — 11-1
- У півфіналі програв Олександру Лебзяку (Росія) — 6-7

На чемпіонаті Європи 2002 в категорії до 91 кг програв у першому бою Євгену Макаренку (Росія).
На чемпіонаті світу 2003 Мілорад Гайович, що виступав уже за збірну Чорногорії, переміг Дьйордя Хідвежі (Угорщина) та В'ячеслава Узелкова (Україна), а у чвертьфіналі програв Одланьєру Соліс (Куба) — 17-20.
На чемпіонаті Європи 2004 програв у першому бою Олександру Алєксєєву (Росія) і не потрапив на Олімпійські ігри 2004.
З 2004 року Мілорад Гайович одночасно з виступами в боксерських турнірах брав участь у змаганнях з кікбоксингу і став чемпіоном Європи (WAKO).
На чемпіонаті Європи з боксу 2006 програв у першому бою. На чемпіонаті Європи з кікбоксингу 2006 завоював бронзову медаль.
На чемпіонаті світу з боксу 2007 переміг трьох суперників, а у чвертьфіналі програв Клементе Руссо (Італія) — 3-15. На чемпіонаті світу з кікбоксингу 2007 завоював срібну медаль.
Кваліфікувався на Олімпійські ігри 2008, а на Олімпіаді програв у першому бою Еліасу Павлідісу (Греція) — 3-7.

## Професіональна кар'єра
2009 року провів 3 переможних боя на професійному рингу.